# Gottlieb Delbrück
Gottlieb Delbrück (* 2. September 1777 in Magdeburg; † 2. November 1842 in Halle) war ein deutscher Jurist und Beamter.

## Leben
Delbrück studierte an der Universität Halle Jura und erhielt in Halle eine Aufgabe an den dortigen Universitätsgerichten. 1800 wurde er Justizkommissar und 1802 Kriminalrat. 1807 war er Syndikus des Domkapitels in Magdeburg mit der Aufgabe, die dortigen Güter zu verwalten. Delbrück war Geheimer Oberregierungsrat und zuletzt Kurator der Universität Halle.
Sein Sohn war der Mitbegründer der Deutschen Bank Adelbert Delbrück. Seine Tochter Franziska Maria (1813–1849) heiratete den Theologen Hermann Ludwig Dryander.